# Polipos
Polipos（ポリポス）は、2006年3月に発見されたWindowsに感染するコンピュータウイルスである。
感染するとアンチウイルスソフトウェアなどのセキュリティソフトを動かないようにし、パソコンのメモリ中に複数のウイルスのコピーを生成。それぞれ個別に感染可能なファイルの検索や感染したファイルをGnutellaベースのファイル共有ソフトのネットワーク上に公開しようとする。